# Grumello del Monte
Grumello del Monte est une commune italienne de la province de Bergame dans la région Lombardie en Italie.

## Administration
| Période                                  | Période | Identité | Étiquette | Qualité |
| ---------------------------------------- | ------- | -------- | --------- | ------- |
|                                          |         |          |           |         |
| Les données manquantes sont à compléter. |         |          |           |         |

### Hameaux
San Pantaleone, Boldesico

### Communes limitrophes
Carobbio degli Angeli, Castelli Calepio, Chiuduno, Gandosso, Palazzolo sull'Oglio, Telgate